# Bastiaan van der Rest
Bastiaan van der Rest (Zwijndrecht, 6 juli 1924-1984) was Engelandvaarder. Om aan het in de Tweede Wereldoorlog door nazi-Duitsland bezette Nederland te ontkomen, besloot de toen zeventienjarige kantoorbediende illegaal in 1941 via Zwitserland naar Engeland te gaan. Het liep echter anders, via Frankrijk, Spanje, Curaçao, New York en Canada bereikte hij uiteindelijk in maart 1943 Groot-Brittannië. Hij was toen twee en een half jaar onderweg geweest.

## De tocht

### Rotterdam - Straatsburg
Van der Rest monsterde aan op een rijnschip in de hoop zo Zwitserland te bereiken. Hij vertrok op 8 september, en kwam tot Mannheim in Duitsland. Daarna stapte hij onderweg op een ander rijnschip en bereikte Straatsburg op 19 mei 1942. Daar moesten de Nederlandse bemanningsleden van boord.

### Straatsburg - Lyon
Van Straatsburg reisde hij in een open vrachtwagen onder steenkool verstopt richting Italië. Hij hoopte dat de vrachtwagen door Zwitserland zou rijden, maar de weg voerde door Frankrijk. Bij de grens werd hij ontdekt, naar het lukte hem te verdwijnen. Door Fransen werd hij geholpen over de demarcatielijn te komen. Hij moest hiervoor onder een locomotief gaan zitten, met zijn rug tegen de vuurplaat. Dat overleefde hij en op 24 mei 1942 kwam hij in Lyon aan, alwaar hij werd gearresteerd. Na een paar weken in de gevangenis en een concentratiekamp te hebben doorgebracht, werd hij op 10 juli 1942 vrijgelaten. Hij ging werken in een Nederlands tehuis in Frankrijk, totdat hij op 30 september 1942 verder reisde.

### Spanje - Curaçao
Met een paar Nederlanders trok hij de Pyreneeën over. In de herfst van 1942 bereikte hij Cádiz en vandaar nam hij een boot naar Curaçao. Daar ontmoette hij onder meer Henk Leusink, een oud-Spanjestrijder die met een vliegtuig uit Trinidad arriveerde. Met een Noorse tanker voeren ze mee tot New York waar ze uitgebreid door de FBI werden verhoord. Eind januari 1943 kwamen zij in de Prinses Julianakazerne in Guelph in Ontario in Canada aan, waar Van der Rest een opleiding kreeg.

### Engeland
Op 17 maart 1943 kwamen ze in Engeland aan, waar Leusink bij de RAF ging en Van der Rest zich bij de Prinses Irene Brigade voegde. De reis had ruim achttien maanden geduurd.
Op zijn verjaardag, 6 juni, landde de Prinses Irene Brigade in Normandië. Het gebied dat door de Canadezen was veroverd, moest gezuiverd worden en veel Duitsers werden gevangengenomen. Er vielen veel slachtoffers. Tijdens het Ardennenoffensief vochten ze tegen Duitse parachutisten. Daarna volgde de bevrijding van Tilburg. Bij het gevecht in Hedel raakte Van der Rest gewond. Hij werd in de nek getroffen, maar overleefde. Hospitaalsoldaat Beek redde hem en sneuvelde zelf. In juni 1945 kwam hij weer thuis, in Zwijndrecht.

## Na de oorlog
Van der Rest woonde in het Westeinde in Den Haag.